# 巴朗坦
巴朗坦（法語：Barentin，法語發音：[baʁɑ̃tɛ̃]）是法国诺曼底大区滨海塞纳省的一个市镇，属于鲁昂区。

## 地理
巴朗坦（49°32'40"N, 0°57'13"E）面积12.74 平方千米，位于法国诺曼底大区滨海塞纳省，该省份为法国北部沿海省份，其西部及北部濒大西洋英吉利海峡，东起顺时针与索姆省、瓦兹省、厄尔省和卡爾瓦多斯省接壤。
与巴朗坦接壤的市镇（或旧市镇、城区）包括：布维尔、弗雷基耶讷、帕维伊、皮西-波维尔、鲁马尔、圣皮埃尔-德瓦朗日维尔、维莱埃卡勒。

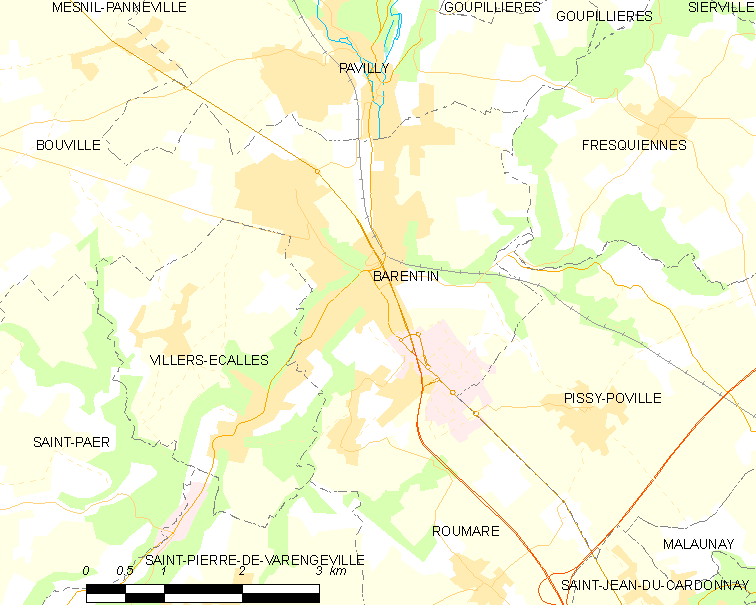
巴朗坦的OSM定位图

巴朗坦的时区为UTC+01:00、UTC+02:00（夏令时）。

## 行政
巴朗坦的邮政编码为76360，INSEE市镇编码为76057。

## 政治
巴朗坦所属的省级选区为巴朗坦县。

## 人口

1962-2008年间巴朗坦人口变化图示

巴朗坦于2022年1月1日时的人口数量为12227人。